# Sophronica aeneipennis
Sophronica aeneipennis är en skalbaggsart som beskrevs av Stefan von Breuning 1963. Sophronica aeneipennis ingår i släktet Sophronica och familjen långhorningar. Inga underarter finns listade i Catalogue of Life.